# Zalameggyes
Zalameggyes è un comune dell'Ungheria di 56 abitanti (dati 2001). È situato nella contea di Veszprém.